# Proxanthobasis rufipes
Proxanthobasis rufipes là một loài ruồi trong họ Tachinidae.